# Fontaine-boule
Pour les articles homonymes, voir Kugel (homonymie).

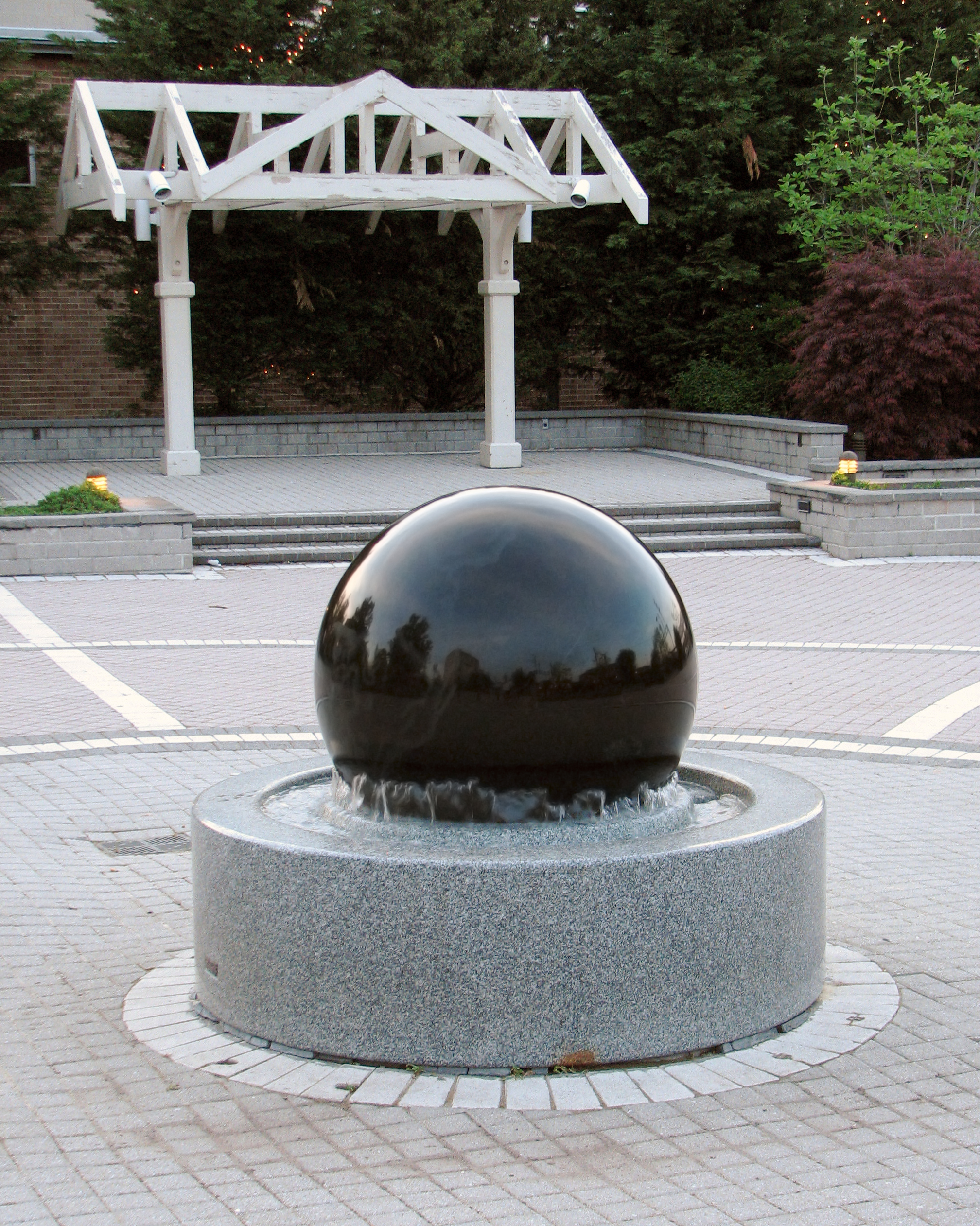
Fontaine-boule sur Railroad Plaza, Lansdale, Pennsylvanie, États-Unis.

Une fontaine-boule est une fontaine constituée d'une sphère sculptée en pierre, supportée par un mince film d'eau qui lui permet de tourner sur son socle.

## Description

La pompe (D) crée un film d'eau sous pression empêchant la boule d'entrer en contact avec le socle.

Une fontaine boule comporte deux parties :
- une sphère de pierre, généralement en granite, polie et pouvant peser jusqu'à plusieurs tonnes ;
- un socle comportant une base concave sphérique de même courbure que la sphère.

Au centre du bloc, une arrivée d'eau permet de le séparer de la sphère, laquelle glisse ainsi sur un film de liquide sous pression selon le principe du palier hydrostatique. Lubrifiée, il lui est possible de tourner sur le socle, et même d'être mise en mouvement d'une simple pression d'un doigt.
L'eau qui s'échappe sur les côtés du socle est pompée et renvoyée au centre, afin d'être réinjectée.
En anglais, ce genre de fontaine est appelé kugel ball, du terme allemand Kugel signifiant « sphère » ou « globe ».

## Exemples

### Allemagne

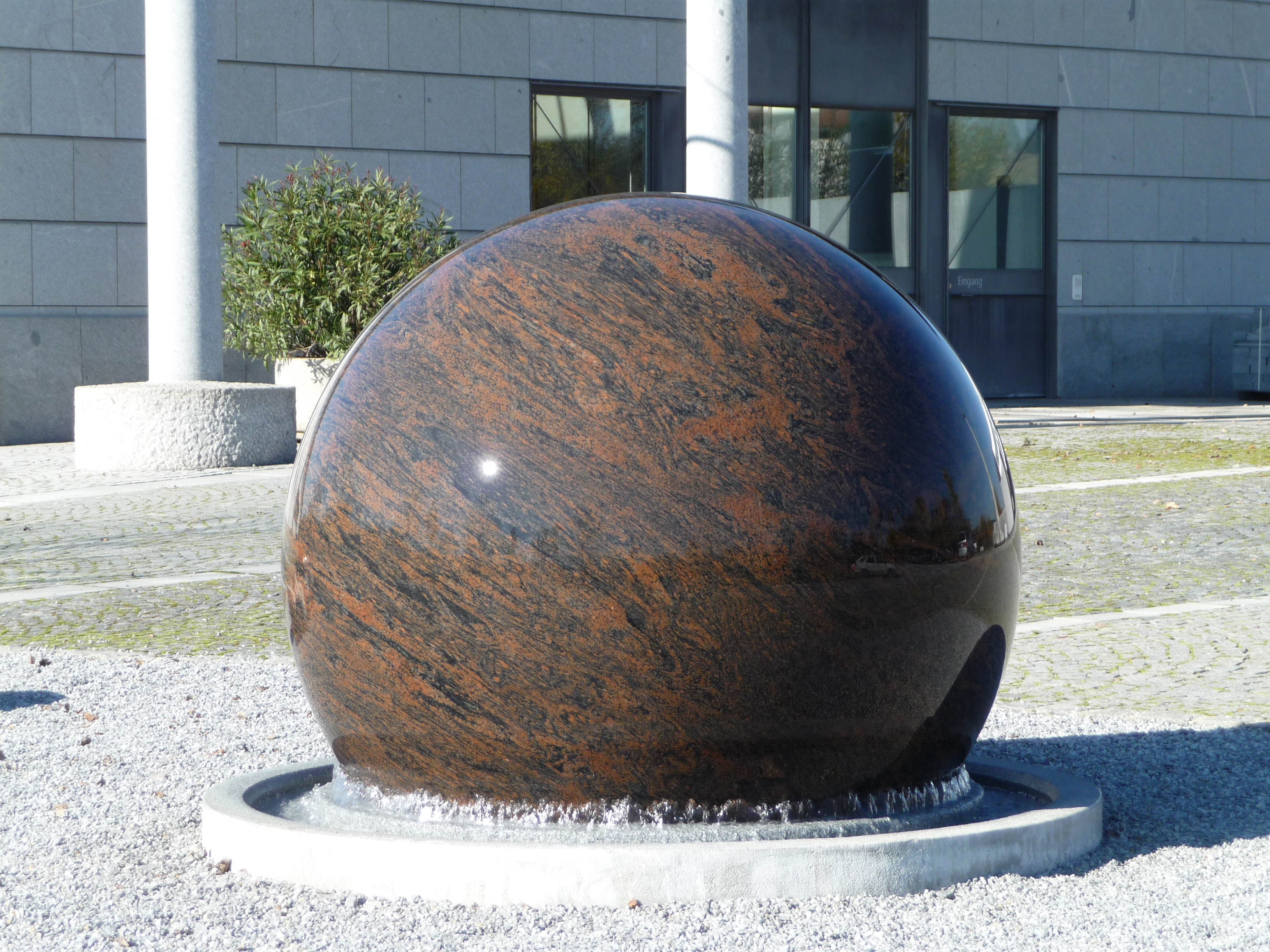
Aicha vorm Wald, Bavière.

- Bavière :
  - Aicha vorm Wald
  - Erlangen (49° 35′ 44″ N, 11° 00′ 19″ E)
  - Munich : Westpark (48° 07′ 23″ N, 11° 31′ 52″ E)
- Hesse :
  - Francfort : Palmengarten
- Rhénanie-du-Nord-Westphalie :
  - Langenfeld (51° 06′ 35″ N, 6° 56′ 55″ E)

### Argentine
- Belén de Escobar : Temaikèn (34° 22′ 00″ S, 58° 48′ 16″ O)

### Australie
- Perth : Forrest Place (31° 57′ 10″ S, 115° 51′ 33″ E)
- Canberra : Questacon (35° 17′ 53″ S, 149° 07′ 53″ E)
- SkyHigh Mount Dandenong (37° 49′ 37″ S, 145° 21′ 10″ E)

### Autriche
- Feldkirch

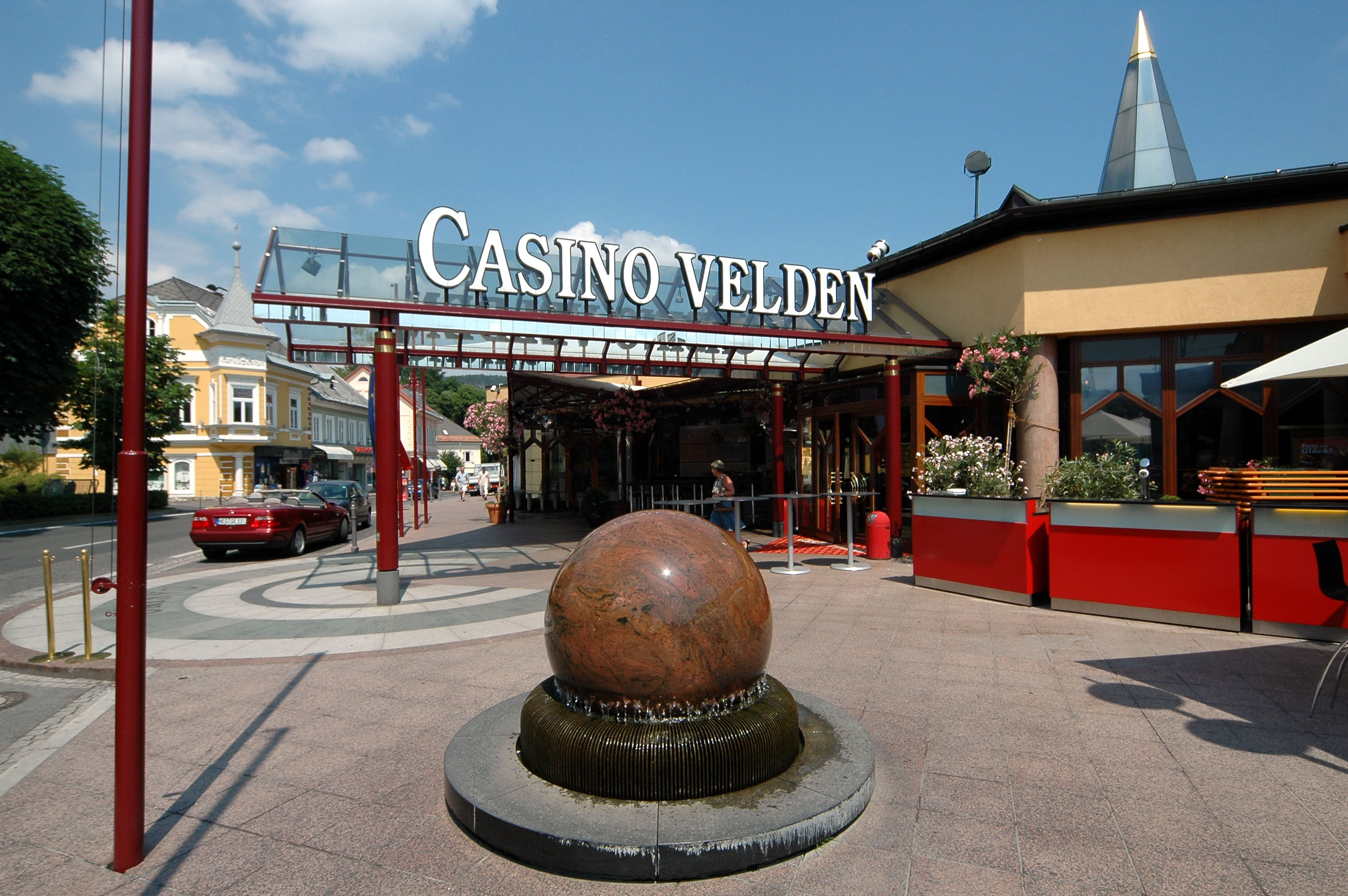
Casino Velden, Velden am Wörther See.

- Velden am Wörther See : Casino Velden

### Belgique
- Verviers : place du Martyr, « Rio + 10 » (50° 35′ 37″ N, 5° 51′ 36″ E )
- Theux: place du Perron

### Canada
- Montréal :  Holiday Inn Express Hotel & Suites Montreal Airport
- Colombie-Britannique :
  - Victoria : Chinatown (48° 25′ 45″ N, 123° 22′ 01″ O)
  - West Vancouver : Dundarave (49° 20′ 00″ N, 123° 10′ 57″ O)
- Ontario :
  - Niagara Falls : The Ripley's Believe It or Not Museum (43° 05′ 31″ N, 79° 04′ 34″ O)

### Danemark
- Lyngby : Lyngby Storcenter (55° 46′ 17″ N, 12° 30′ 21″ E)

### Espagne
- La Corogne : casa de las Ciencias (43° 21′ 42″ N, 8° 24′ 50″ O)

### États-Unis

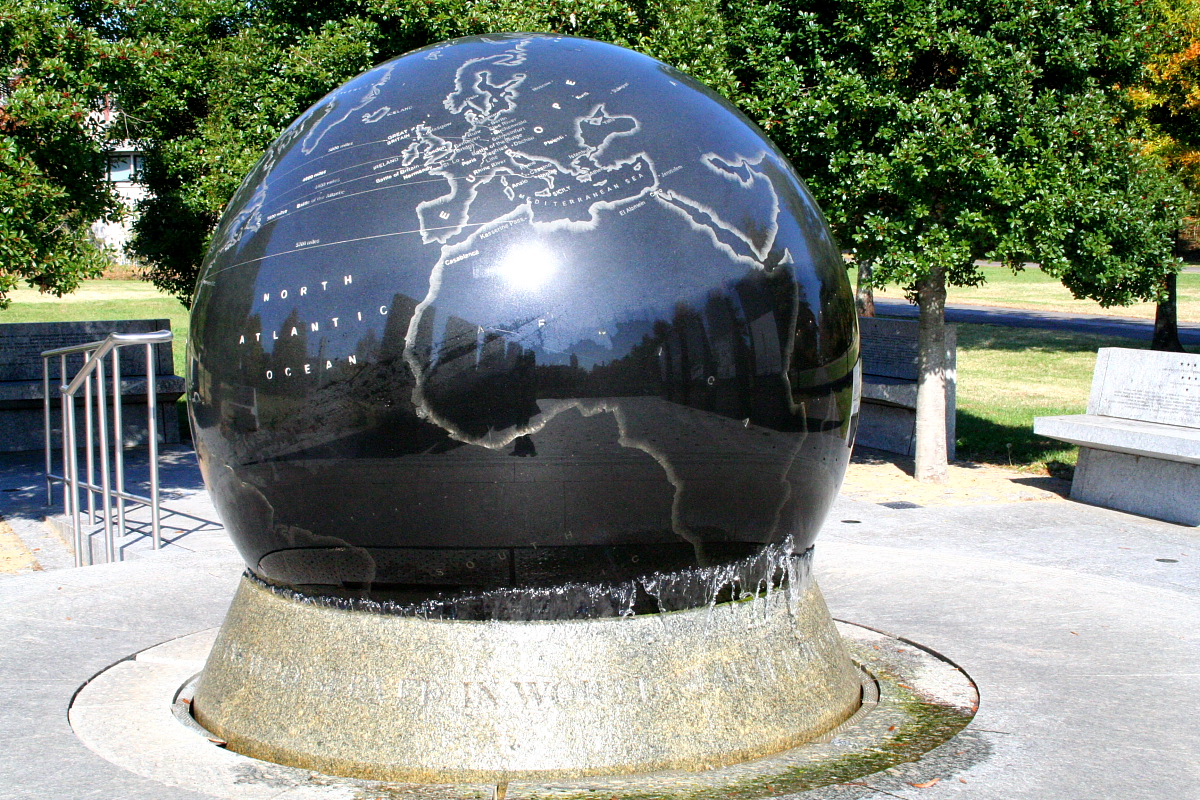
World War II Memorial, Bicentennial Mall, Nashville, Tennessee, États-Unis.

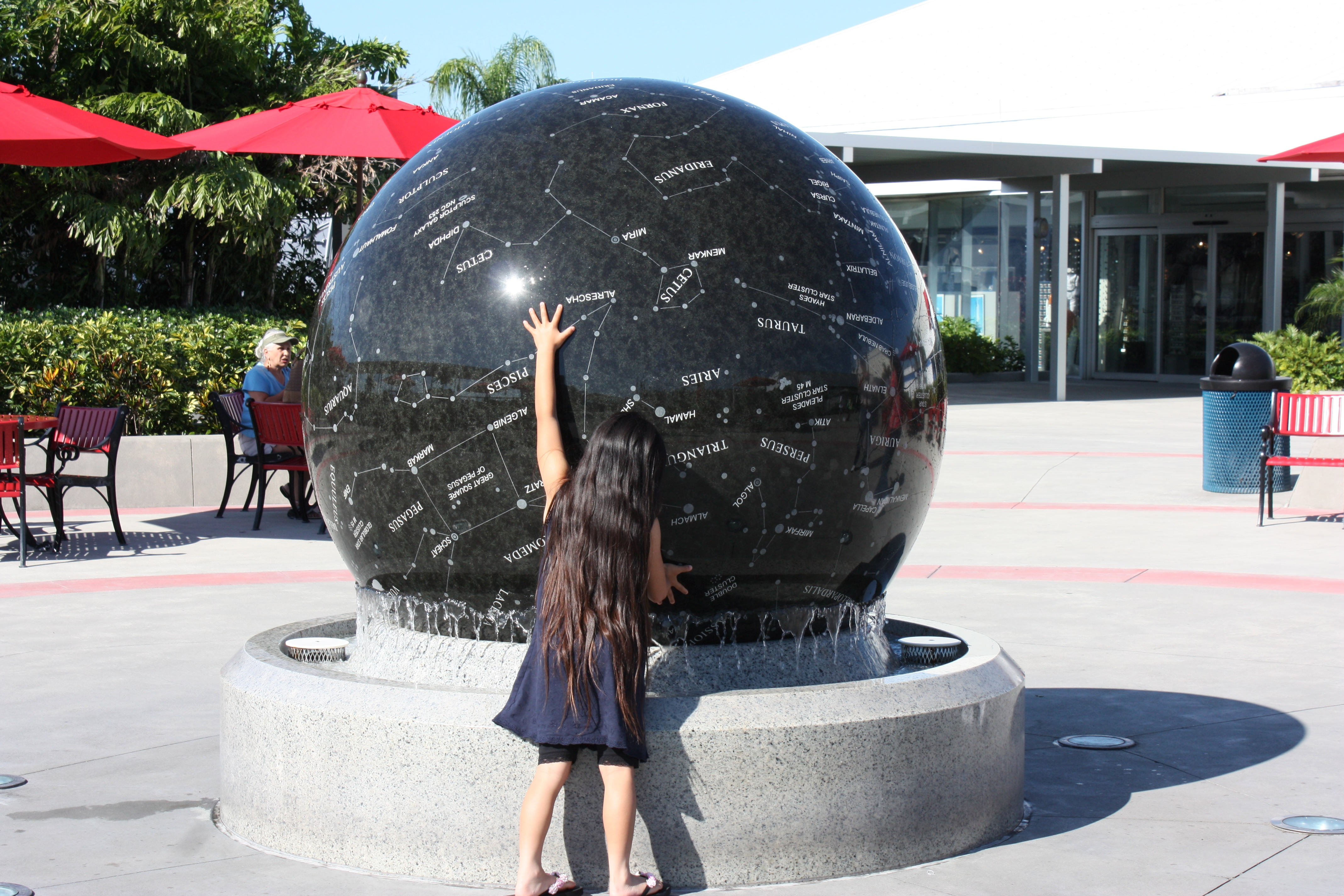
Centre spatial Kennedy, Floride.

- Arizona :
  - Gilbert (33° 12′ 47″ N, 111° 28′ 29″ O)
- Californie :
  - Anaheim : Disneyland (33° 48′ 43″ N, 117° 55′ 01″ O)
  - Bakersfield : gare, (35° 22′ 20″ N, 119° 00′ 30″ O)
  - Riverside : Université baptiste de Californie
  - San Diego : San Diego Zoo Safari Park(33° 05′ 55″ N, 116° 59′ 56″ O)
  - San Marcos : Fry's Electronics(33° 08′ 14″ N, 117° 11′ 02″ O)
  - Santa Paula : Railroad Community Park (34° 21′ 21″ N, 119° 03′ 37″ O)
- Caroline du Nord :
  - Charlotte : Duke Power
- Caroline du Sud :
  - Myrtle Beach : The Ripley's Believe It or Not Museum
- Colorado :
  - Boulder :
    - Université du Colorado (40° 00′ 26″ N, 105° 15′ 43″ O)
    - Twenty Ninth Street (40° 01′ 02″ N, 105° 15′ 21″ O)

  - Lakewood : Belmar Shopping Center (39° 42′ 31″ N, 105° 04′ 39″ O)
- Floride :
  - Cape Canaveral : Centre spatial Kennedy (28° 31′ 21″ N, 80° 40′ 52″ O)
  - Orlando : Magic Kingdom, Walt Disney World Resort, (28° 15′ 04″ N, 81° 20′ 51″ O)
- Géorgie :
  - Athens : The State Botanical Garden of Georgia (33° 54′ 04″ N, 83° 22′ 59″ O)[2]
- Indiana :
  - Indianapolis : Holliday Park Nature Center
  - Notre Dame : Coleman-Morse Center (41° 42′ 03″ N, 86° 14′ 26″ O)[3]
- Illinois :
  - Lisle : Morton Arboretum (41° 48′ 50″ N, 88° 04′ 12″ O)
- Iowa :
  - Des Moines : Iowa State Fairgrounds (41° 35′ 44″ N, 93° 33′ 04″ O)
- Kentucky :
  - Louisville : Louisville Zoo (38° 12′ 20″ N, 85° 42′ 25″ O)
- Michigan :
  - Davison : Davison Township Police Department (43° 01′ 38″ N, 83° 33′ 21″ O)
  - Troy : Somerset Collection (42° 33′ 41″ N, 83° 11′ 02″ O)
- Mississippi :
  - Clinton : Collège du Mississippi
- Missouri :
  - Kansas City (39° 03′ 52″ N, 94° 35′ 25″ O)
- Nebraska :
  - Omaha :
    - Millennium Plaza (41° 15′ 51″ N, 96° 09′ 44″ O)
    - Henry Doorly Zoo (41° 13′ 31″ N, 95° 55′ 41″ O)
- Ohio :
  - Cincinnati : TriHealth Fitness & Health Pavilion (39° 15′ 21″ N, 84° 21′ 54″ O)
  - Columbus :
    - COSI Columbus
    - Columbus Learning Center
    - The Mall at Tuttle Crossing
    - Intersection de Lane Avenue et Olentangy River Road (40° 00′ 26″ N, 83° 01′ 22″ O)
- Oklahoma :
  - Tulsa : Tulsa Zoo
- Oregon :
  - Beaverton : Nike Campus
- Pennsylvanie :
  - Lansdale : Railroad Plaza (40° 14′ 35″ N, 75° 17′ 09″ O)
  - Philadelphie :  Université Temple (39° 58′ 48″ N, 75° 09′ 22″ O)
- Tennessee :
  - Gatlinburg : The Ripley's Believe It or Not Museum (35° 42′ 41″ N, 83° 31′ 06″ O)
  - Memphis : Oak Court Mall (35° 07′ 02″ N, 89° 54′ 48″ O)
  - Nashville : World War II Memorial, Bicentennial Mall
- Texas :
  - Amarillo (35° 12′ 25″ N, 101° 49′ 51″ O)
  - Dallas (32° 47′ 10″ N, 96° 47′ 45″ O)
  - Houston :
    - ConocoPhillips Campus (29° 47′ 18″ N, 95° 36′ 49″ O)
    - Museum of Natural Science (29° 43′ 19″ N, 95° 23′ 25″ O)
- Utah :
  - Salt Lake City : Hogle Zoo
- Virginie :
  - Richmond : Science Museum of Virginia (37° 33′ 39″ N, 77° 27′ 58″ O)
- Washington :
  - Bellingham : Whatcom Community College (48° 47′ 43″ N, 122° 29′ 37″ O)
  - Seattle : Pacific Science Center (47° 37′ 09″ N, 122° 21′ 04″ O)
- Wyoming :
  - Parc national de Yellowstone : Canyon Visitor Education Center (44° 44′ 05″ N, 110° 29′ 31″ O)
- Wisconsin :
  - Milwaukee : Zoo de Milwaukee  (43° 08′ 03″ N, 87° 57′ 21″ O)

### Finlande
- Oulu : Rotuaari
- Tampere : Parc du Häme(61° 29′ 52″ N, 23° 45′ 07″ E)

### France
- Aÿ : rue Jules-Lobet (49° 03′ 18″ N, 4° 00′ 22″ E)

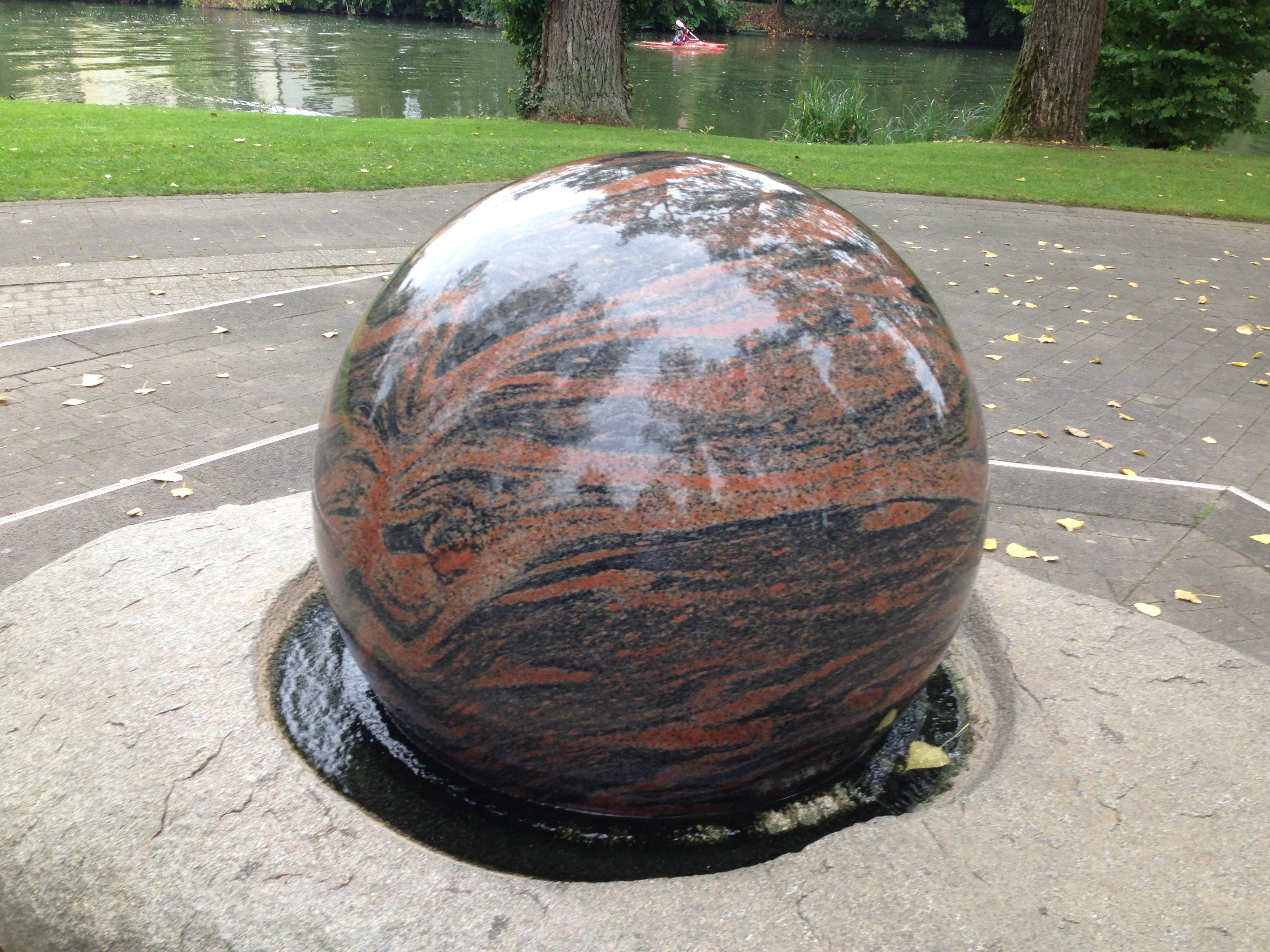
Fontaine Galilée, Montbéliard, France

- Aix-les-Bains : entrée du casino Grand-Cercle (45° 41′ 20″ N, 5° 54′ 50″ E)
- Alençon : rue de Bretagne (48° 25′ 53″ N, 0° 04′ 38″ E)
- Boulogne-Billancourt : square des Long-Prés (48° 49′ 56″ N, 2° 14′ 47″ E)
- Champigny-sur-Marne : rue Jean-Jaurès (48° 48′ 49″ N, 2° 30′ 35″ E)
- Évreux : rue du Dr Oursel (49° 01′ 37″ N, 1° 08′ 57″ E)
- Le Havre : place de l'Hötel de ville (49° 29′ 34″ N, 0° 06′ 28″ E)
- Mende : centre ville
- Montbéliard : fontaine de Galilée, parc scientifique du Près-La-Rose (47° 30′ 21″ N, 6° 48′ 11″ E)
- Montluçon : rue Binet Micheau
- Nevers : place Saint-Sébastien (46° 59′ 22″ N, 3° 09′ 43″ E)
- Pfastatt : rue de Richwiller (47° 46′ 11″ N, 7° 18′ 09″ E)
- Tarbes : place Verdun
- Thuir : place de la République

### Koweït
- Koweït : hall du Radisson Blu Hotel

### Inde
- Bangalore : Aéroport international Kempegowda

### Italie
- Turin : parco commerciale Dora, via Livorno (45° 05′ 15″ N, 7° 40′ 05″ E)

### Norvège
- Flåm

### Nouvelle-Zélande
- Wellington (41° 17′ 26″ S, 174° 46′ 53″ E)

### Pologne
- Tarnów (50° 00′ 30″ N, 20° 58′ 31″ E)[4]

### Polynésie française
- Papeete (17° 32′ 35″ S, 149° 34′ 26″ O)

### Royaume-Uni
- Cardiff : Techniquest (51° 16′ 29″ N, 3° 06′ 13″ O)

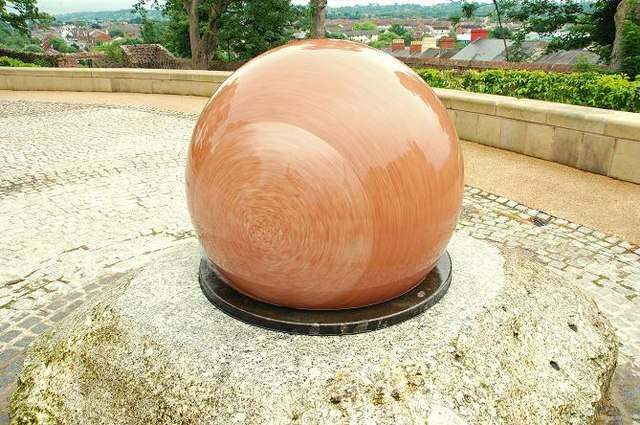
Lisburn, Irlande du Nord.

- Carsington : Carsington Water Visitor Center (53° 03′ 37″ N, 1° 38′ 31″ O)
- Belfast : W5 Interactive Discovery Centre
- Paulton’s Park (50° 56′ 56″ N, 1° 33′ 08″ O)[5]

### Russie
- Khabarovsk

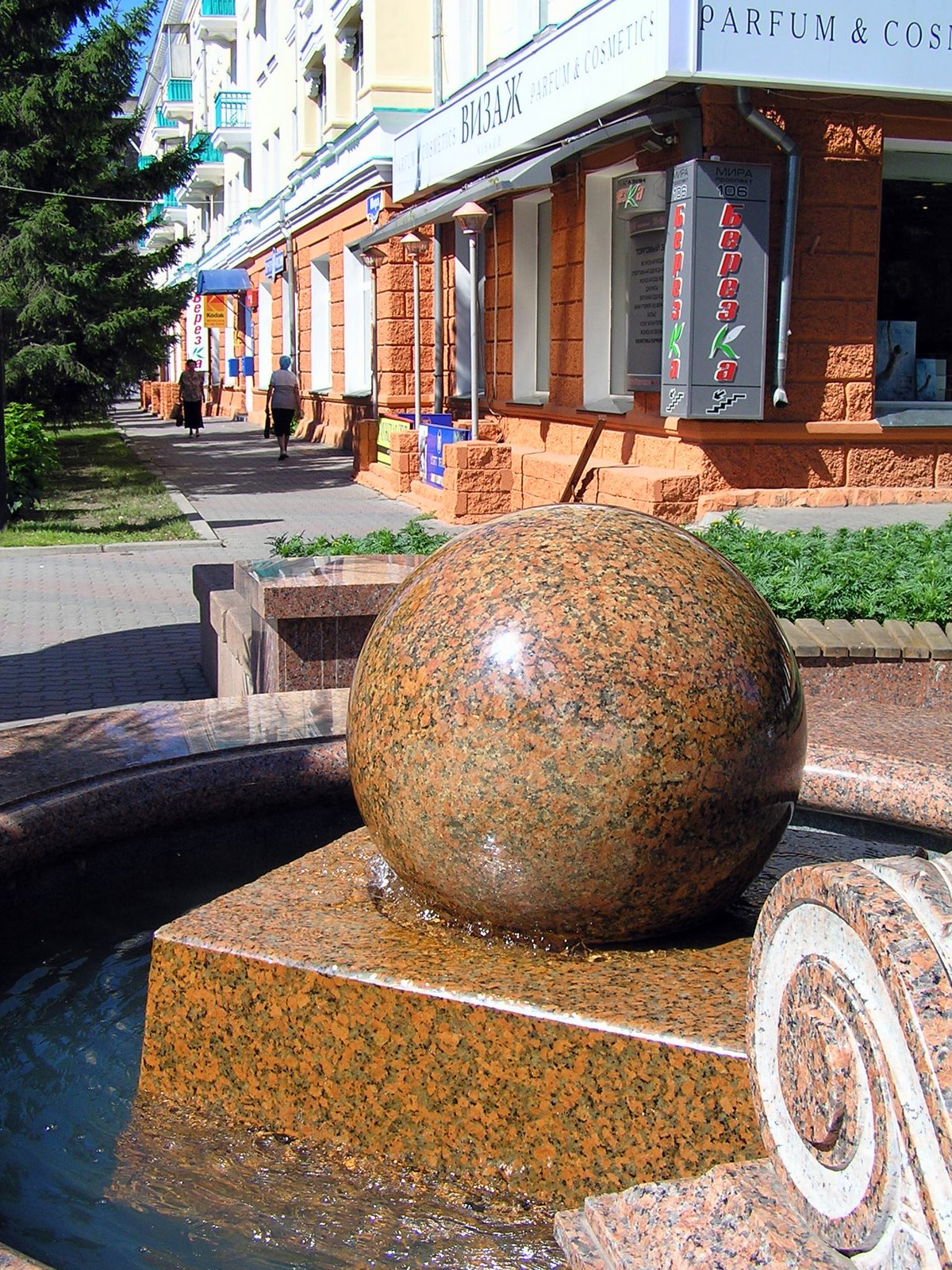
Khabarovsk.

- Saint-Pétersbourg : rue Malaya Sadovaya, (59° 56′ 03″ N, 30° 20′ 15″ E)

### Suède
- Kalmar : Kaggensgatan (56° 39′ 42″ N, 16° 21′ 52″ E)

### Suisse

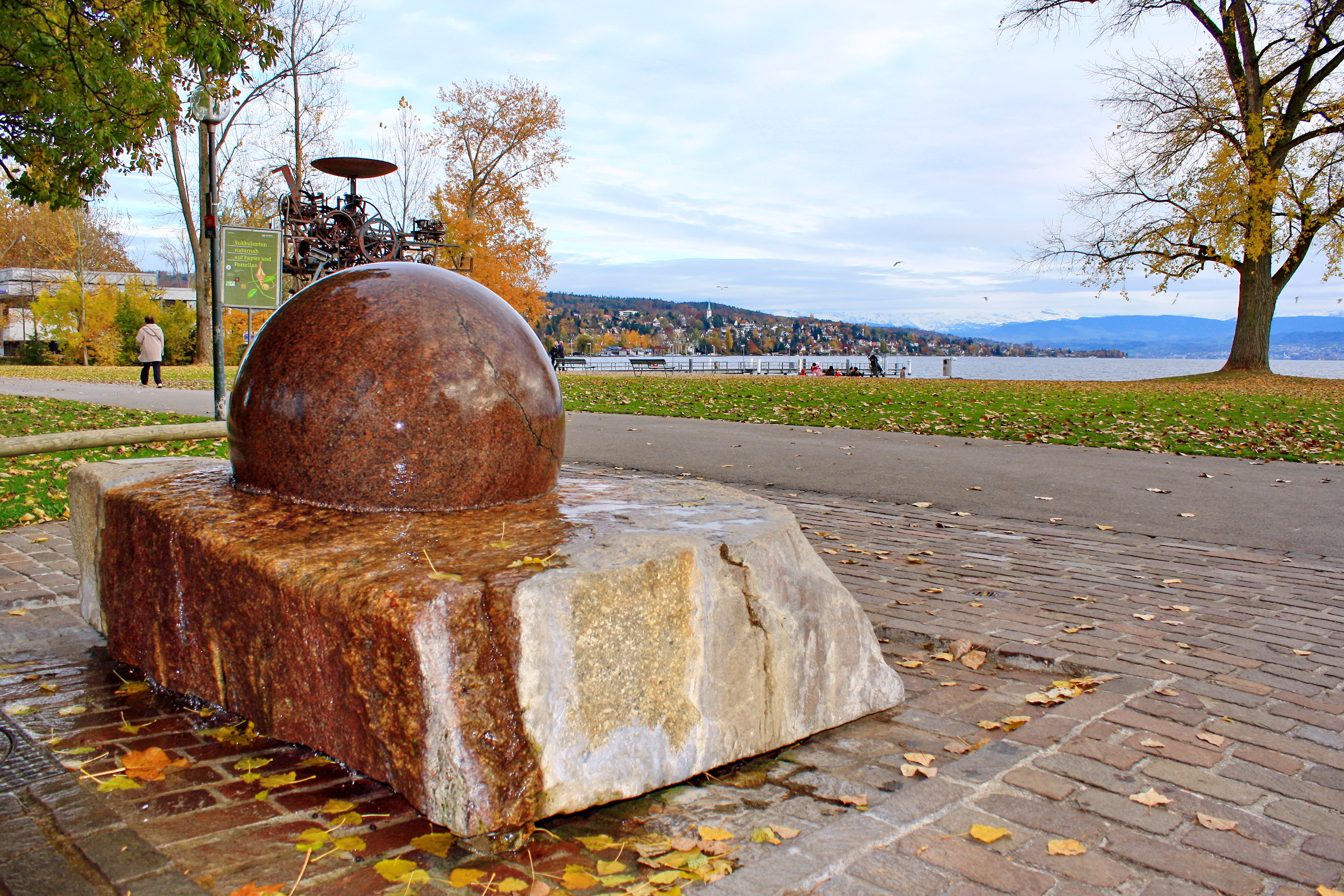
Kugelbrunnen, Zurich.

- Zurich : Kugelbrunnen, souvenir de l'exposition Phänomena de 1984.

### Ukraine
- Donetsk : Donbass Arena  (48° 01′ 15″ N, 37° 48′ 34″ E)